# Silver Creek (Nebraska)
Silver Creek és una població dels Estats Units a l'estat de Nebraska. Segons el cens del 2000 tenia 441 habitants.

## Demografia
Segons el cens del 2000, Silver Creek tenia 441 habitants, 195 habitatges, i 121 famílies. La densitat de població era de 587,1 habitants per km².
Dels 195 habitatges en un 28,2% hi vivien nens de menys de 18 anys, en un 50,3% hi vivien parelles casades, en un 8,2% dones solteres, i en un 37,9% no eren unitats familiars. En el 32,3% dels habitatges hi vivien persones soles el 20% de les quals corresponia a persones de 65 anys o més que vivien soles. El nombre mitjà de persones vivint en cada habitatge era de 2,26 i el nombre mitjà de persones que vivien en cada família era de 2,88.
Per edats la població es repartia de la següent manera: un 26,3% tenia menys de 18 anys, un 7,5% entre 18 i 24, un 22,4% entre 25 i 44, un 21,8% de 45 a 60 i un 22% 65 anys o més.
L'edat mediana era de 38 anys. Per cada 100 dones de 18 o més anys hi havia 85,7 homes.
La renda mediana per habitatge era de 29.732 $ i la renda mediana per família de 39.375 $. Els homes tenien una renda mediana de 29.125 $ mentre que les dones 19.375 $. La renda per capita de la població era de 13.584 $. Aproximadament el 7,1% de les famílies i l'11,2% de la població estaven per davall del llindar de pobresa.

## Poblacions més properes
El següent diagrama mostra les poblacions més properes.